# Odontomyia nitidiceps
Odontomyia nitidiceps är en tvåvingeart som beskrevs av Wulp 1888. Odontomyia nitidiceps ingår i släktet Odontomyia och familjen vapenflugor. Inga underarter finns listade i Catalogue of Life.